# Gabriel Barbou des Courières

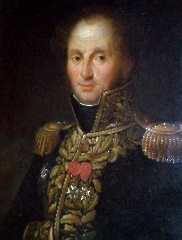
Gabriel Barbou des Courières

Gabriel Barbou des Courières (auch d'Escourières, * 23. November 1761 in Abbeville; † 6. Dezember 1827 in Paris) war ein französischer Général de division.

## Leben
Er entstammte der Druckerfamilie Barbou und meldete sich am 14. Mai 1779 als Freiwilliger in das Régiment d’Artois, wo er bereits 1782 zum Sous-lieutenant befördert wurde. 1788 wurde er Lieutenant und 1791 mit seinem Regiment nach Saint-Domingue versetzt. Hier verblieb er vom Januar 1791 bis Juli 1792. Danach kehrte er nach Frankreich zurück und wurde mit der Dienststellung eines Adjudant-général der Sambre-Ardennen-Armee (Armée des Ardennes) und der Sambre-Maas-Armee (Armée de Sambre-et-Meuse) zugeteilt. 1793 diente er in der Armée du Nord, wo er 1794 zum Chef de brigade befördert wurde. Barbou nahm an der Schlacht bei Fleurus, der Belagerung von Le Quesnoy, von Landrecies, Valenciennes und Condé teil. Im gleichen Jahr noch zum Général de brigade  befördert, wurde er der Division von General Bernadotte zugeteilt und nahm am Feldzug von 1795 und am Feldzug von 1796 teil.
Im folgenden Jahr wurde Barbou zum Stabschef der Sambre-Maas-Armee ernannt. Am 23. September 1898 wurde er zur Batavischen Armee (Armée de Batavie) unter General Angerau abkommandiert, in der er bis 1801 blieb. Im gleichen Jahr war er damit beschäftigt die Schwierigkeiten auszuräumen, die sich in Brabant im Zuge der Aushebungen zum Militärdienst ergeben hatten. Es war ihm daran gelegen diese Angelegenheit ohne überflüssige Härte zu regeln, was ihm gewisse Sympathien einbrachte.
1799 kämpfte er in Nord-Holland unter dem Befehl von General Brune und zeichnete sich im Gefecht bei Bergen op Zoom und der Schlacht bei Castricum aus. Für seine Verdienste wurde er zum Général de division befördert.
Danach wurde er wieder General Augereau und der „Hannover-Armee“ (Armée de Hanovre) zugeteilt. 1801 nahm er am Feldzug nach Franken teil. Am Ende des Jahres wurde ihm dann zunächst das Kommando über die 17. Division übertragen, wobei es ihm gelang in der Region Le Midi nach Unruhen die Ordnung wiederherzustellen. Später ersetzte er Marschall Ney in der Schweiz, erhielt dann das Kommando über eine Division im Lager von Boulogne und folgte Bernadotte im Oktober 1805 als Kommandeur der Armée de Hanovre.
Beim Vormarsch der russischen und schwedischen Truppen im Zuge des Dritten Koalitionskriegs zog sich Barbou in die Festung Hameln zurück, wo er bis zum Pressburger Frieden die Stellung hielt. Während dieser Zeit bekleidete er außerdem die Funktion eines kaiserlichen Kommissars (Commissaire de l’Empereur) für die Hannoverschen Gebiete.
Zurück in Frankreich erhielt er im Krieg gegen Spanien 1807 das Kommando über eine Division unter General Dupont. Hier zeichnete er sich beim Gefecht an der Brücke von Alcalá de Henares aus und war an der Wegnahme von Córdoba am 8. Juni 1808 beteiligt. Im gleichen Jahr geriet er nach der Schlacht bei Bailén in spanische Gefangenschaft, kehrte jedoch bereits nach kurzer Zeit nach Frankreich zurück. Hier wurde er zur Italienischen Armee (Armée d’Italie) unter dem Kommando des Generals Eugène de Beauharnais abgestellt. In Venedig widerstand er österreichischen Angriffen und konnte auch nach dem Sieg der Österreicher in der Schlacht bei Sacile am 16. April 1809 seine Position in der Stadt behaupten.
Danach befand er sich in Tirol, um den Aufstand Andreas Hofers niederzuschlagen. Im Jahre 1810 wurde ihm das Kommando über den festen Platz Ancona übertragen, das er bis 1812 behielt.
Nach dem Sturz Napoleons kehrte er nach Frankreich zurück und wurde von König Ludwig XVIII. mit dem Ordre royal et militaire de Saint-Louis ausgezeichnet. Später wurde er dann noch zum Grand Officier der Ehrenlegion ernannt.
Während der Herrschaft der Hundert Tage war er ab dem 20. März 1815 Kommandeur der 13. Division (13ème division militaire).
Nach der Rückkehr der Bourbonen (Zweite Restauration) wurde ihm am 4. September 1815 eine Rente bewilligt, womit er endgültig aus dem aktiven Militärdienst ausschied.

### Besondere Ehrung
Barbou’s Name wurde auf dem Arc de Triomphe in Paris eingraviert. Er befindet sich auf dem Nordpfeiler in der sechsten Kolonne an dritter Stelle.